# Fort Bliss

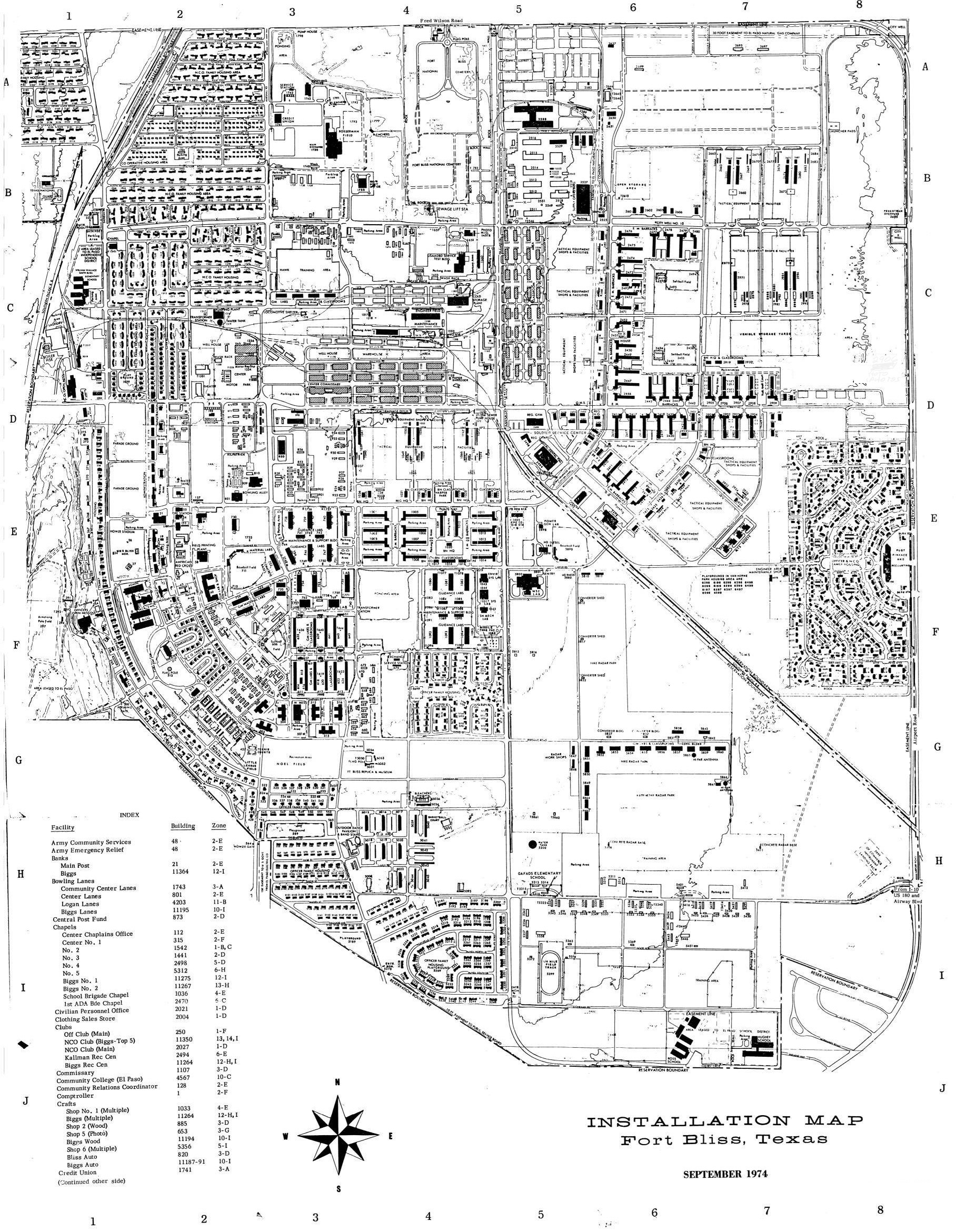
Karta över Fort Bliss garnisonsområde från 1974.

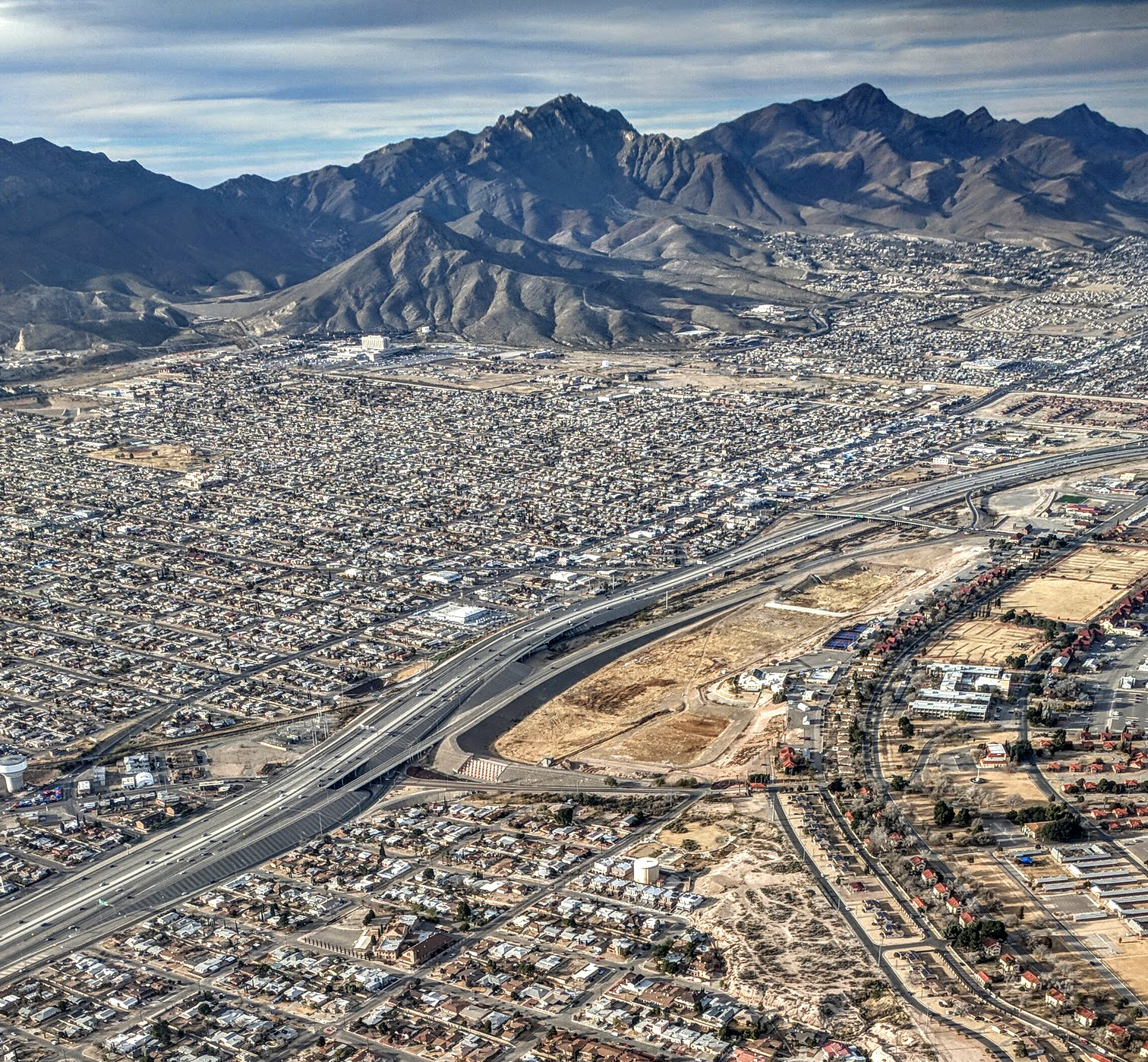
Staden El Paso (vänster) och garnisonsområdet för Fort Bliss (höger). I bakgrunden ses Franklin Mountains.

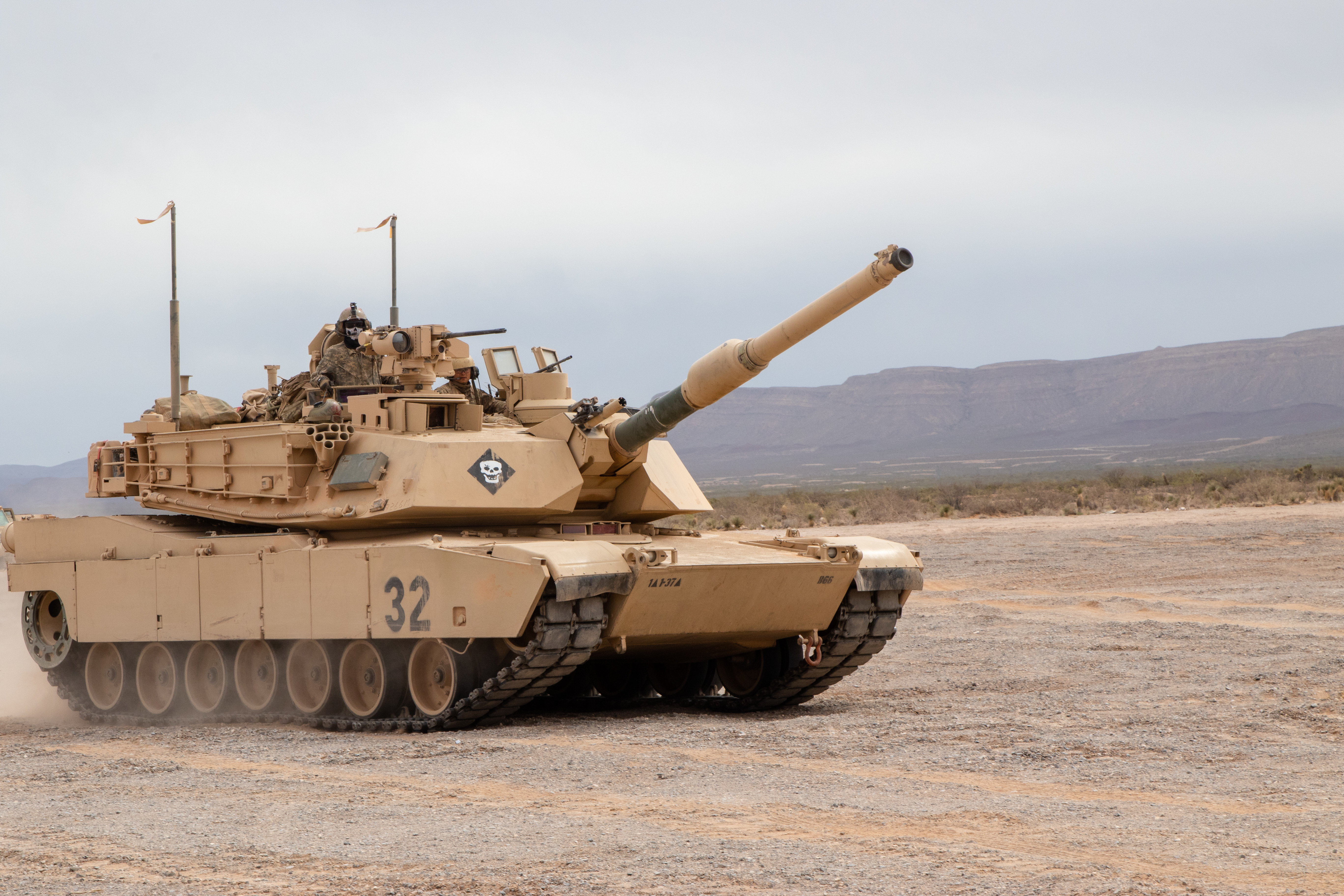
Stridsvagn av typ M1 Abrams på det stora övningsområdet under 2019.

Fort Bliss är en militär anläggning tillhörande USA:s armé som är belägen i delstaterna Texas (El Paso County) och New Mexico (Doña Ana County och Otero County). Själva garnisonen är belägen inne i El Paso i Texas nära gränsen till Mexiko och staden Juárez på andra sidan.
Fort Bliss har ett övningsområde på en yta av 390 000 hektar som är det största sammanhängande i kontinentala USA. 

## Bakgrund
1848 skapades en mindre befästning för skydd mot indianräder från Apacher och Comancher. Några kompanier från 3rd US Infantry Regiment var baserade där i början. 1854 inrättades en permanent armébasering på befallning av krigsminister Jefferson Davis som namngavs Fort Bliss. Namnet kom från den då nylige framlidne överstelöjtnant William Bliss, en professor i matematik som hade utmärkt sig i Mexikansk-amerikanska kriget som stabschef åt Zachary Taylor.
Vid utbrottet av det amerikanska inbördeskriget så kapitulerade befälhavaren 31 mars 1861 till Sydstatsarmén som dock året därefter övergav fortet då trupper kom marscherande  från Kalifornien. Under 1870-talet levererades förnödenheter oregelbundet med diligens längs med Santa Fe Trail. Utbrott av Dysenteri och malaria under 1877 gjorde att fortet övergavs under ett års tid. Mellan 1891 och 1892 ritade kapten John Ruhlen de äldsta kvarvarande byggnaderna på den nuvarande platsen för Fort Bliss. John J. Pershing kom till Fort Bliss 1914 då Mexikanska revolutionen pågick och året därefter ledde han den misslyckade straffexpeditionen efter Pancho Villa.
Efter andra världskrigets slut så kom med Operation Paperclip flera tyska forskare och ingenjörer till Fort Bliss och White Sands Proving Grounds som hade byggt V-2 raketer för Nazityskland och som hade valt att stödja USA istället för Sovjetunionen i det framnalkande kalla kriget. Fort Bliss fick därför ett fokus på luftvärn vilket underlättades av närheten till Holloman Air Force Base.
I 2005 års Base Realignment and Closure (BRAC) rekommenderades att 1st Armored Division skulle flytta till Fort Bliss från Wiesbaden i Hessen, Tyskland, något som mottogs med glädje då det innebar ökade arbetstillfällen i El Paso. Samtidigt rekommenderades en flytt av luftvärnets skola, United States Army Air Defense Artillery School, och dess tillhörande förband, 6th Air Defense Artillery Brigade, till Fort Sill i Oklahoma. Oavsett det senare så innebar förändringarna att antalet soldater på Fort Hood ökade från 9 000 under 2005 till 34 000 under 2011 då inflyttningen av armédivisionen var genomförd.

## Verksamhet
Värdförband är 1st Armored Division (1AD) som går under det mer informella smeknamnet "Old Ironsides" och som står under III Corps.
Sedan 1972 finns arméns utbildning för dess högsta underofficerare på Fort Bliss, United States Army Sergeants Major Academy. Från 2018 är det en enhet inom ramen för United States Army Command and General Staff College.
Inne på garnisonsområdet i El Paso finns ett museum, 1st Armored Division and Fort Bliss Museum, som redogör om basens historia samt om dess mest kända förband.